# Stráž nad Nežárkou
Stráž nad Nežárkou là một thị trấn thuộc huyện Jindřichův Hradec, vùng Jihočeský, Cộng hòa Séc.